# Maledivisch-österreichische Beziehungen
Als maledivisch-österreichische Beziehungen wird das zwischenstaatliche Verhältnis der Malediven und Österreich bezeichnet. Die Beziehungen zwischen den beiden Ländern können als freundlich bezeichnet werden.

## Geschichte
Auf Grund der weiten Entfernung waren die Kontakte zwischen den beiden Staaten im Laufe der Geschichte eher gering. Zwischen der Republik Österreich und der Republik Malediven bestehen seit dem Jahr 1978 diplomatische Beziehungen.
Auf Grund des hohen Umweltbewusstseins in beiden Staaten ergeben sich in diesem Bereich einige Kooperationen. Zusammenarbeit gibt es in verschiedenen Bereichen des Umweltschutzes und der Umwelttechnik. Auch im Bereich des nachhaltigen Tourismus ergeben sich Kooperationen. So werden etwa durch Österreich für Bürger der Malediven Stipendien, insbesondere für den Lehrgang „Hotel- und Tourismusmanagement“ in Schloss Klessheim (Salzburg) vergeben.
1993 besuchte der damalige Außenminister der Malediven Fathulla Jameel die Weltkonferenz über Menschenrechte in Wien. 1996 besuchte Finanzminister Arif Hilmy Österreich und 1997 Ibrahim Hussain Zaki, der damalige Tourismusminister. Am 15. und 16. November 2007 besuchte der ehemalige österreichische Außenminister Peter Jankowitsch die Malediven und traf dort den maledivischen Außenminister Abdulla Shaid und den Sektionsleiter im Außenministerium Ali Naseer Mahamed. Die österreichische Botschafterin in Neu-Delhi, Brigitte Öppinger-Walchshofer besuchte die Malediven und überreichte am 28. Juni 2018 ihr Beglaubigungsschreiben an den Staatspräsidenten Abdulla Yameen Abdul Gayoom. Im Zuge des Aufenthaltes führte sie mit allen residenten Botschaftern Gespräche.

## Diplomatie
Die Malediven sind in Österreich durch ein Honorarkonsulat in Wien vertreten.
Die Malediven liegen im Amtsbereich der Österreichischen Botschaft Neu-Delhi. Ein Honorarkonsulat in Malé kümmert sich unter Leitung der Botschaft in Indien um die konsularischen Anliegen Österreichs auf den Malediven.

## Wirtschaft
2016 wurden Waren im Wert von fünf Millionen Euro von Österreich auf die Malediven exportiert. Die wichtigsten österreichischen Exportwaren sind alkoholfreie Getränke, Druckerzeugnisse, Essig, Filter, Zentrifugen sowie andere Maschinen, Apparate und mechanische Geräte. Nach Österreich importiert wurden Waren im Gesamtwert von einer Million Euro. Der Großteil der österreichischen Importe entfällt auf Fleisch, Fisch und Weichtiere.